# Burg Binsfeld
Die Burg Binsfeld ist eine Wasserburg bei Binsfeld, Gemeinde Nörvenich, im Kreis Düren, Nordrhein-Westfalen. Sie liegt etwa vier Kilometer südöstlich von Düren.
Die Burg Binsfeld ist im Stil der Frührenaissance erbaut und zählt mit den der Nordwand vorgelagerten Loggien zu den bedeutendsten Profanbauten des Rheinlandes.
Sie wurde am 6. März 1985 in die Denkmalliste der Gemeinde Nörvenich unter Nr. 1 eingetragen. Zusätzlich wurde die Burg unter Nr. 6 am 27. März 1990 ist die Liste der Bodendenkmäler in Nörvenich eingetragen.

## Geschichte
1397 trug der Ritter Heinrich Mule von Binsfeld eine Burg, die er gebaut hatte, mit dem Gericht dem Herzog von Jülich auf und erhielt sie von diesem als Lehen zurück.
Werner von Binsfeld baute 1533 das Herrenhaus der Burganlagen neu auf. Es entstand teilweise auf den Fundamenten einer älteren Burg und ist von einem Weiher umgeben. Die Burg ist ein rechteckiger Backsteinbau, der ursprünglich, getrennt von der Vorburg, mit Wasser umwehrt war. Auf der Feldseite ist die Burg drei-, auf der Hofseite zweigeschossig. Auf der Südostecke steht ein Rundturm. An der Nordostecke steht der achteckige Treppenturm.

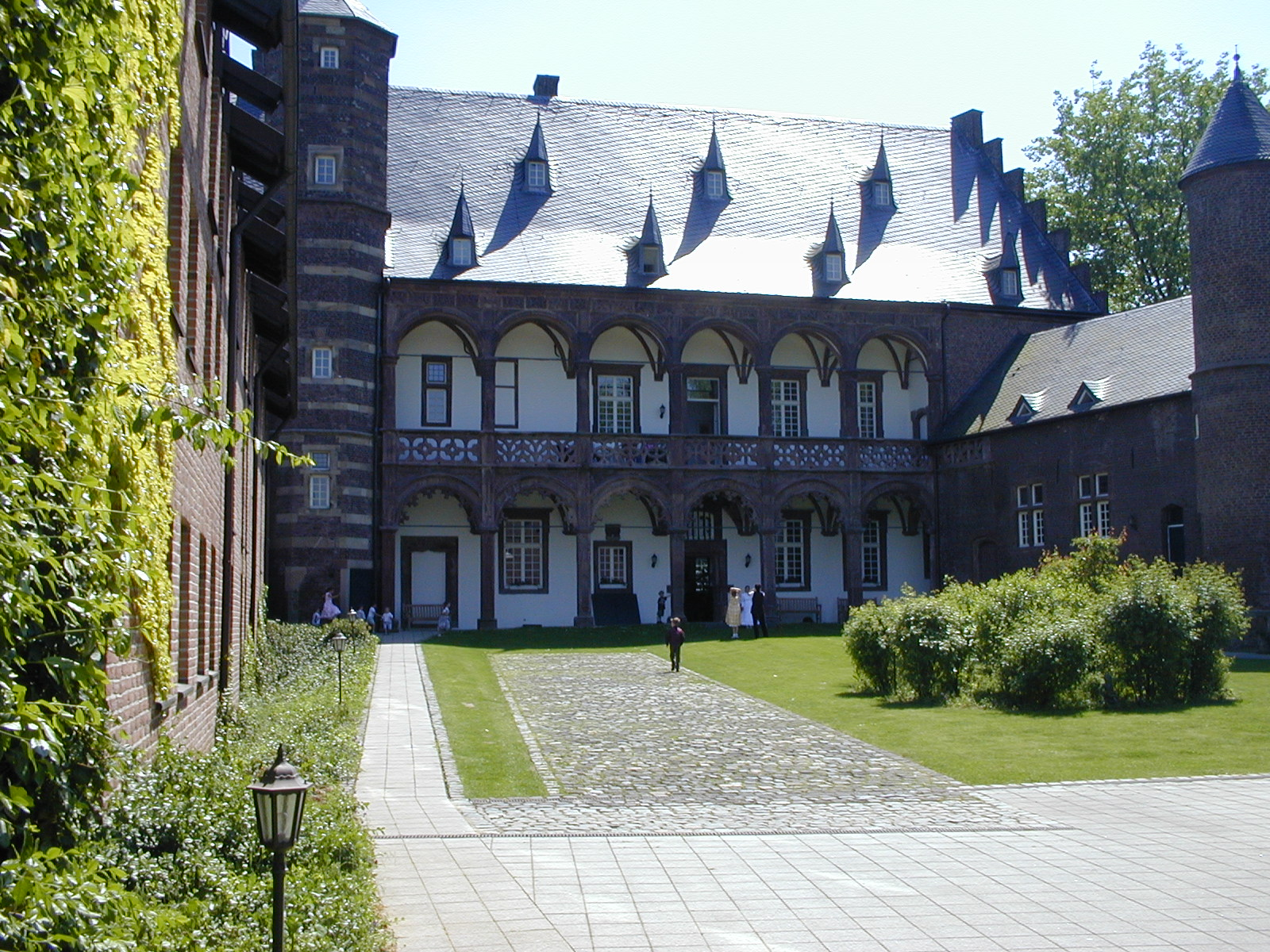
Innenhof der Burg

Dem Herrenhaus sind auf der Hofseite in beiden Geschossen Loggien mit je sechs Arkaden vorgelagert. Um 1960 wurden die Loggien umfangreich durch den Landeskonservator Rheinland saniert.
Im Sturz über der Eingangstür steht das Ehewappen der Erbauer „Binsfeld-Nesselrode“. Auf der Bandverzierung steht Anno 1553.
In den vergangenen Jahrhunderten wurden das Herrenhaus als Wohngebäude und die Wirtschaftsgebäude (Vorburg) landwirtschaftlich genutzt. Zu Beginn des Zweiten Weltkriegs wurde ein erheblicher Teil der Wirtschaftsgebäude bei einem Bombenangriff zerstört. Sie wurden 1941/42 wieder aufgebaut. Das Hauptgebäude blieb weitgehend verschont. Im Oktober 1983 wurde auf der Burg der rheinische „Tag der Burg“ veranstaltet.
Bis zum Jahre 1986 wurden die Burggebäude landwirtschaftlich durch die Familie Conzen genutzt.
Nach einem Verkauf im Jahre 1990 wurde die Burg komplett umgebaut und das Herrenhaus mit einem mehrgeschossigen modernen Anbau versehen, der der Gesamtanlage viel von ihrem historischen Reiz genommen hat. Seit dem 1. Dezember 1993 befindet sich in der Burg Binsfeld eine Seniorenresidenz, die bis heute auf etwa 180 Plätze angewachsen ist.